# Арцибашев Михайло Петрович

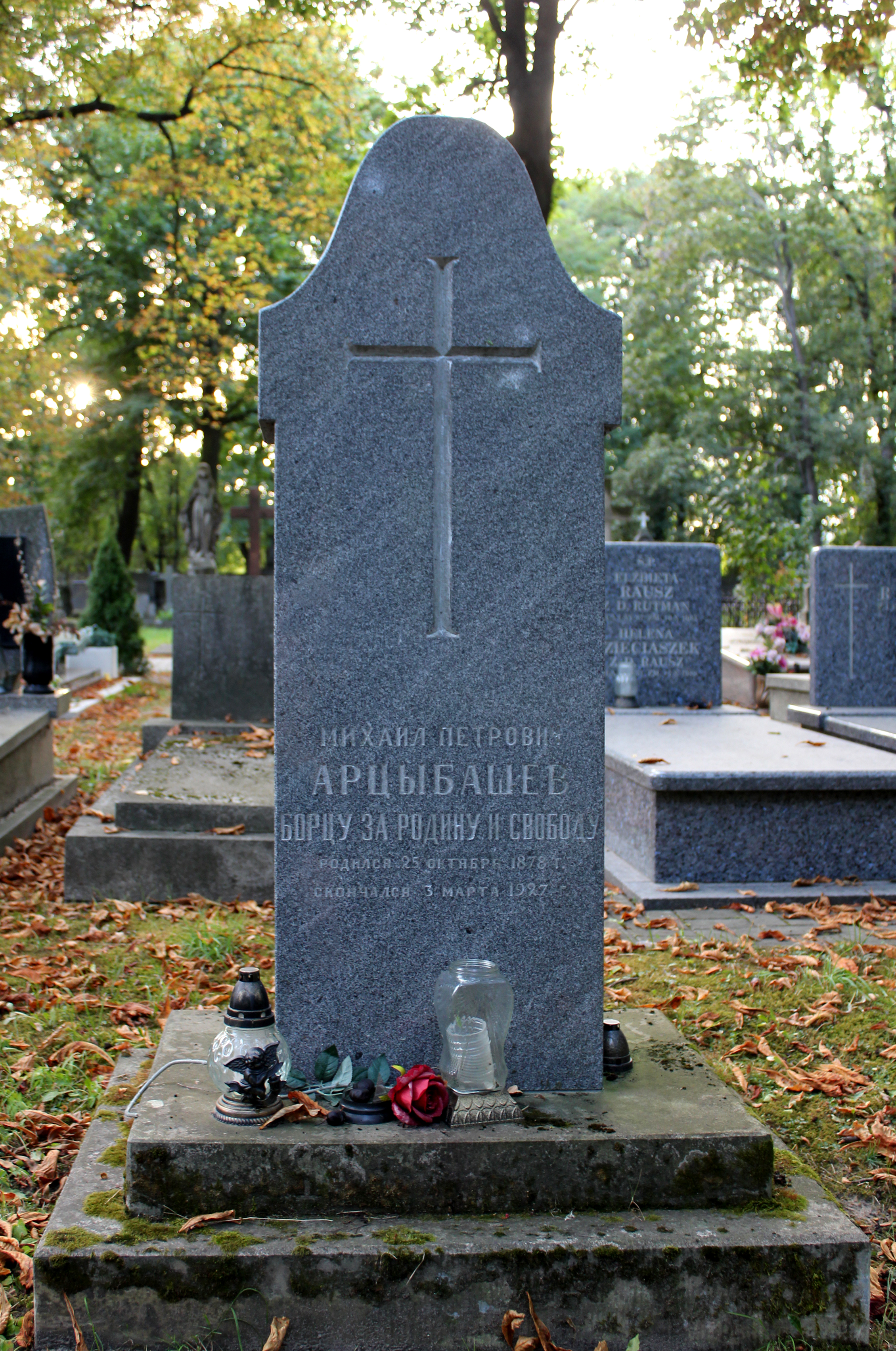
Могила Арцибашева на Православном кладовищі у Варшаві

Миха́йло Петро́вич Арциба́шев (нар. 24 жовтня (5 листопада) 1878, Доброславівка (сучасний Охтирський район) — †3 березня 1927, Варшава) — український російськомовний письменник. По лінії польської матері правнук Тадеуша Костюшка, батько українсько-американського художника Бориса Арцибашева

## Біографія
Народився на хуторі Доброславівка, розташованому в 5-ти кілометрах від міста Охтирка колишньої Харківської губернії в сім'ї начальника повітової поліції. Мати померла від туберкульозу, коли йому було лише 3 роки. За походженням був татарином (батько), поляком (мати) та ще французом й грузином. «Батько служив у гвардії, а пізніше був справником в Охтирці, з якою пов'язані всі молоді „враження буття“ Арцибашева. Майже у всіх його творах фігурує одне й те саме втоплене в зелені садів українське містечко на мальовничій річці, з красивим монастирем за цією річкою, з затишним бульваром, по якому ходить життєрадісна молодь. І свіжість молодих вражень така велика, що зовсім зникає відбиток сірої буденщини, з якою пов'язується звичайне уявлення про повітове містечко». «Михайло Петрович страшенно любив Охтирку, — згадує його приятель з юнацьких років художник Євген Агафонов, — і щороку приїздив перед літом додому… тягнуло його до Охтирського монастиря, біля якого так широко розливається Ворскла, і до його околиць вгору за течією до хутору Доброславівка … Хутір Доброславівка займав в житті Михайла Петровича багато місця: там написано більшість його капітальних речей; тиша і безлюддя хутора дуже сприяли його роботі».

### Освіта
Вчився в Охтирській гімназії до 16 років. Відомо, що після закінчення 5 класу Арцибашев був відрахований з гімназії. З 1895 по 1897 рік працював офісним працівником. 1897—1898 року вчився в Харківській малювальній школі М. Д. Іванової-Раєвської. За спогадами товаришів, Михайло Арцибашев працював старанно над кожною роботою, і навчання йшло успішно. Навчався Арцибашев на батьківські гроші, але їх було замало, відтак він намагався заробити на життя в місцевих газетах: малював карикатури, писав оповідання. Одного разу він отримав за роботу 8 карбованців і на них придбав фарби. Згодом він зазначав у своїй автобіографії, що став письменником досить несподівано. «Тому що вчитися живопису мені здалося нудно, то я перейшов на літературу… Потім уже полюбив її і захотів слави літератора і саме світової».

### Творча діяльність
Писати він почав у 16 років під впливом російських класиків, зокрема Л. М. Толстого, А. П. Чехова та Ф. М. Достоєвського. Ранні, переважно автобіографічні оповідання, Арцибашев публікував у газеті «Южный Край». Це була перша приватна газета в Харкові, яка виходила з 1880 року і вважалася однією з кращих провінційних газет.
Ранні оповідання позначені декадентськими мотивами та натуралізмом. Найяскравіше виявились його реакційні антигуманістичні ідеї після поразки революції 1905—07 в романах «Санін» (1907), «Біля останньої межі» (1909—1912).
1898 році в Харкові він одружився з Ганною Василівною Кобушко. У 1899 році у них народився син Борис, який згодом став відомим американським художником-ілюстратором і дизайнером.
Жовтневий переворот зустрів вороже, емігрував.
Твори Арцибашева виходили в 1905—17 роках.
Художник-графік М. М. Бондаренко створив портрет Михайла Арцибашева, який надрукований в альбомі «Корінням із Сумщини».

## Переклади українською
- Михайло Арцибашев. Санін / пер. з рос. Олени Якименко. — Х. : Фабула, 2017. — 416 с. — ISBN 9786170930767.